# Hyles sachaliensis
Hyles sachaliensis är en fjärilsart som beskrevs av Matsumura 1929. Hyles sachaliensis ingår i släktet Hyles och familjen svärmare. Inga underarter finns listade i Catalogue of Life.